# 蒂多雷岛

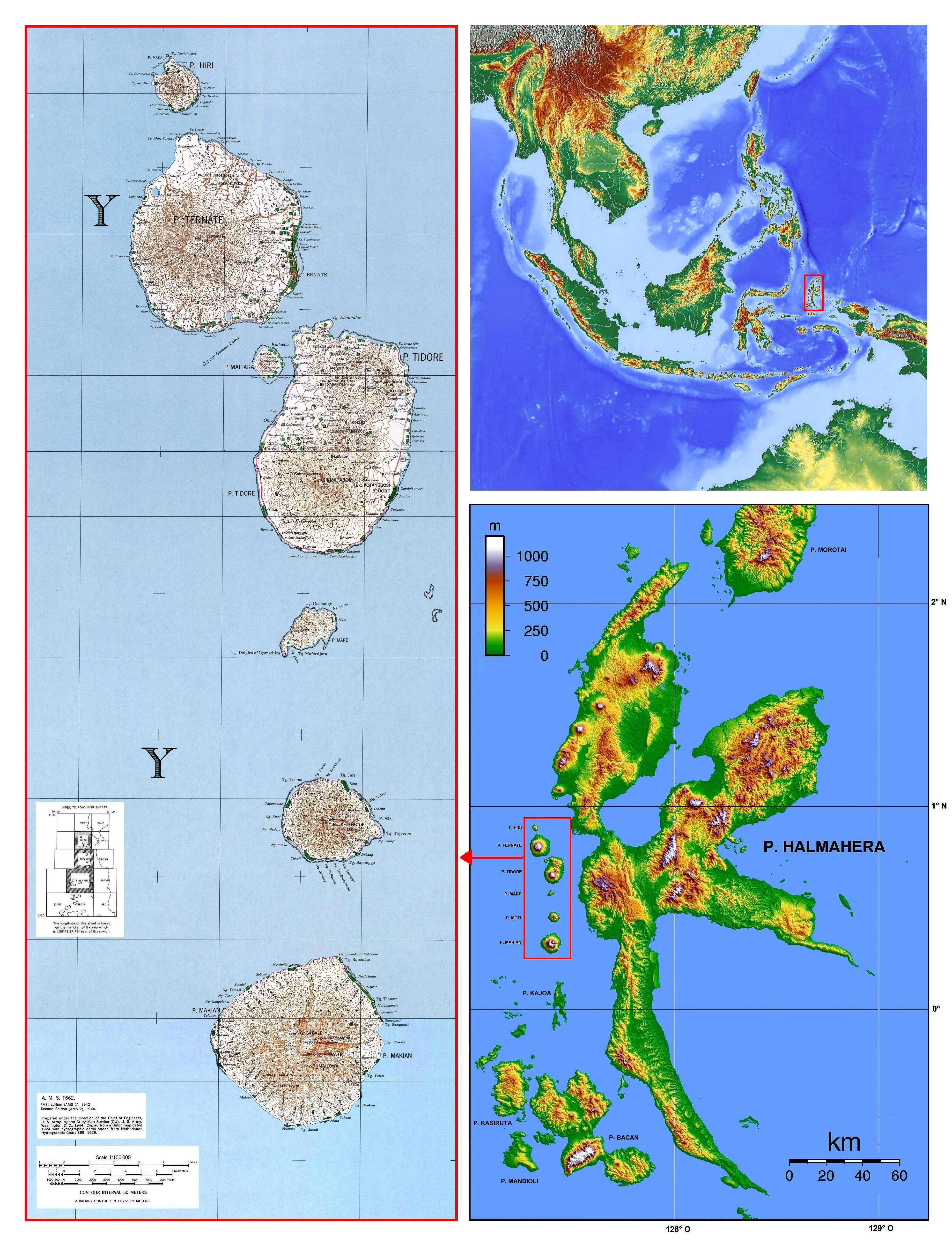
哈马黑拉岛西岸的一连串小岛，自北向南第二个大岛屿为蒂多雷岛

蒂多雷岛（印尼语：Pulau Tidore）是印度尼西亚马鲁古群岛的一个小岛，位于哈马黑拉岛西海岸。岛上主要城市是蒂多雷。蒂多雷之名来自蒂多雷语To adao Rahe，意为我可能（已经）到达。
蒂多雷岛是一座火山岛，由复式火山构成，主要有Kie Matubu、Kie Marijang等火山，岛上最高点在Kie Matubu火山，海拔1,730米。环岛有条柏油路，60%的路面铺装已损坏。
葡萄牙人曾在岛西部修建两个城堡，名为Tohulu和Toware，17世纪时被荷兰殖民者摧毁。